# مریم یاماک
مریم یاماک (انگلیسی: Meryem Yamak؛ زادهٔ ۲۶ اوت ۱۹۶۲) بازیکن فوتبال اهل ترکیه است.
از باشگاه‌هایی که در آن بازی کرده‌است می‌توان به باشگاه فوتبال بایرن مونیخ اشاره کرد.